# Claude d’Annebault
Claude d'Annebault (1495 k. – La Fère, 1552. november 2.), Retz és La Hunaudaye bárója, normandiai származású katona, az itáliai háborúk kiemelkedő hadvezére, Piemont és Normandia helytartója, 1538-tól Franciaország marsallja, 1544-től pedig a királyság admirálisa. I. Ferenc király élete végén annak utolsó ún. „nagy kegyenceként” az államügyek tényleges irányítója, emellett fontos diplomáciai megbízások végrehajtója volt. II. Henrik uralkodása idején eleinte kegyveszett volt, bár admirálisi rangját sosem veszítette el, és élete végén visszatért az uralkodó legszűkebb környezetébe.

## Származása, családja
A normandiai d'Annebault nemesi család Auge-vidéki kisbirtokosoktól származott, birtokai elsősorban a Risle folyó völgyében, Pont-Audemer környékén feküdtek. Ezekhez a Jeucourt-örökség révén Vernon környéki birtokok (1485), majd a Blosset-hagyatéknak köszönhetően Caux-vidéki területek társultak (1507).
Claude apja, V. Jean d'Annebault (megh. 1534) I. Ferenc vadkanvadászatokért felelős udvari tisztviselője (capitaine des toiles de chasse, szó szerint: a vadászhálók kapitánya) volt. Feleségétől, Catherine de Jeucourt-tól legalább hat gyermeke született: Anne, Claude, Jacques, Jeanne, Jacqueline és Marie. Jacques (1500–1558) egyházi pályára lépett, Lisieux püspök-grófja, majd bíboros lett rokonuk, Jean Le Veneur (1473–1543) főalamizsnás nyomdokain.

## Katonai pályafutása
Először 1521-ben, a hatodik itáliai háború során tűnt ki Pierre Terrail de Bayard alatt, az ardenneki Mézières ostrománál, ahol a védőknek sikerült elhárítani a sokszoros túlerőben lévő császáriak ostromát. 1525-ben, a katasztrofális francia vereséggel végződő paviai csata során fogságba esett. Először a hetedik itáliai háborúban, 1528–1529 során vezetett hadsereget, a Milánói Hercegség ellen indított hadjárat során. Hazatérése után a király kegyekkel halmozta el, saját kompániát adott neki, majd 1531-ben Philippe Chabot admirális, Normandia kormányzója mellé helytartóvá nevezte ki. Apja halálakor, 1534-ben megörökölte annak pozícióját a falkavadászatok felelőseként, így a királyi udvar befolyásos tagjává vált.
A nyolcadik itáliai háborúban, 1536-ban ő volt a Piemonti Hercegséget elfoglaló francia sereg egyik parancsnoka, és sikerrel védelmezte Torino városát több hónapos császári ostrom során. Ezt követően a pikárdiai hadszíntéren tevékenykedett, ahol 1537-ben bevette Saint-Polt, és kétszer is felmentette az ostromlott Thérouanne-t, utánpótláshoz juttatva a védőket. A második útról hazatérve azonban Habsburg Mária németalföldi csapatainak fogságba esett, és bár az érte követelt hatalmas váltságdíjat I. Ferenc ellenvetés nélkül kifizette, az 1538 júliusi nizzai békekötésig nem térhetett haza. Érdemeiért a király 1538. február 10-én Franciaország marsalljává nevezte ki, átadva neki a főparancsnokká (connétable) előléptetett Anne de Montmorency pozícióját. Egy napon nevezték ki René de Montjean marsallal; Annebault aztán 1539-ben az elhunyt Montjean utóda lett Piemont kormányzósága élén. Ebben a minőségben megszerezte a helyiek bizalmát és újjáépítésbe kezdett a háborús pusztítások után. 1540 novemberében a király szűkebb tanácsának tagja lett, tovább növelve a befolyását. Ebben az időszakban vált kegyvesztetté Montmorency főparancsnok, aki vidéki birtokaira vonult vissza.
A kilencedik itáliai háborúban, 1543-tól az hainaut-i hadműveleteket vezette az angol és császári erők ellen, eközben az államügyek vezetésében is részt vett a visszavonuló csapatokat tanácsadói körében követő király oldalán. A háború során bevette Landrecies-t és Luxemburgot. D'Annebault ekkoriban ért pályája csúcsára: Chabot halálát követően I. Ferenc 1544-ben admirálissá és Normandia kormányzójává nevezte ki. Ilyen minőségben 1544 szeptemberében kevéssé előnyös békeszerződést kötött V. Károly német-római császárral (crépyi béke), ami ugyanakkor lehetővé tette a francia erők számára, hogy leszámoljanak az angol fenyegetéssel. Az admirális 1545 telén erős flottát állított össze, amivel júliusban Angliára támadt. Néhány kisebb sikert Wight szigeténél el is tudott érni, de ennek nem volt folytatása: ereje Portsmouth bevételére és Boulogne felmentésére sem volt elegendő. 1546-ban ő képviselte Franciaországot az ardres-i békekötésnél, ahol elérte, hogy kártérítés fejében az angolok visszaadják Boulogne kikötőjét. Az elkövetkező időszakban szövetséget próbált kialakítani VIII. Henrik Angliájával V. Károly ellen, de ambiciózus terveit meghiúsította Ferenc király halála. Uralkodója temetésén ő vitte az annak szívét tartalmazó ládát, illetve ő vezette a Saint-Denis-be tartó temetési menetet.
A trónra lépő II. Henrik idején Montmorency visszatért az udvarba, amivel párhuzamosan d'Annebault kegyvesztett lett egy időre. Marsallságától megfosztották Jacques d'Albon de Saint-André, az új király kegyence javára. Admirálisi rangját ugyanakkor megőrizte, így amikor 1551-ben II. Henrik háborúra készült, megerősítette a kikötőket és újabb flotta felállítását kérte. 1552-ben meghívták a párizsi parlamentben tartott ún. lit de justice ülésre, amely a régensség kérdéséről rendelkezett, majd bekerült az új uralkodó szűk tanácsába is. Az ez évben kitörő tizedik itáliai háborúban visszavette a császáriaktol Stenay-t, majd II. Henrik oldalán bizonyított Damvillers ostrománál. A király ezt követően Pikárdia védelmére küldte. A lázas beteg d'Annebault La Fère városába vette be magát, amit megerősített, de végül a belehalt betegségébe. Az admirálitásban II. Gaspard de Coligny gróf követte.

## Házassága, utódai
D'Annebault 1525 vagy 1526 folyamán vette feleségül Françoise de Tournemine-t (megh. 1553), La Hunaudaye úrnőjét és Retz bárónőjét, Georges de Tournemine (La Hunaudaye-i, hommet-i és retzi báró, Boutlouy és Safray ura, Normandia örökös connétable-ja) és Renée de Villefranche leányát. A házasság révén d'Annebault Retz és La Hunaudaye bárója és Machecoul hűbérura lett, egyben Bretagne egyik leggazdagabb emberévé vált.

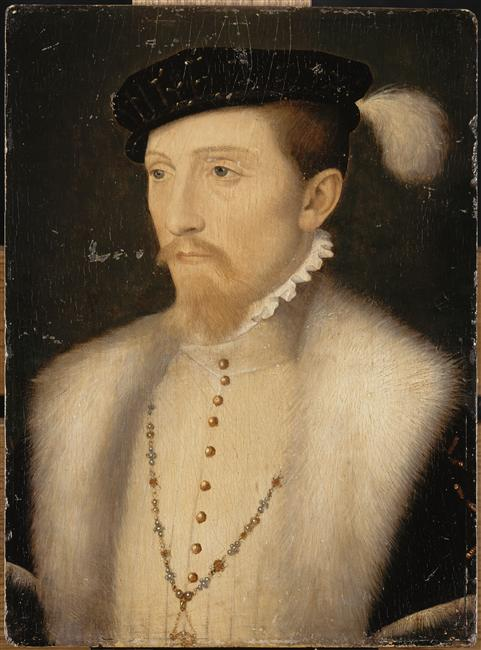
Jean d'Annebault (1527-1562), Retz bárója, d'Annebault admirális fia

Házásságukból két gyermek született:
- Jean d'Annebault (1527–1562. december 19.), Retz bárója, Machecoul, Annebault és La Hunaudaye ura, Conches (1540) és Évreux kapitánya (1546), a vadkanvadászat felelőse apja 1547 környékén, a javára történt lemondása után;[2] IX. Károly mellett a kamara nemese. A francia vallásháborúk kezdetén, a dreux-i csatában esett el. 1558-ban Antoinette de La Baume-Montrevelt (megh. 1572. szeptember 4.), Châteauvillain grófnőjét, majd 1561-ben  Claude Catherine de Clermont-t (1543–1603), az irodalmi szalonjáról nevezetes dampierre-i bárónőt, későbbi retzi hercegnét vette feleségül. Utóbbi férje halála után Albert de Gondi marsallhoz ment feleségül. Gyermeke csak első házasságából született:
  - Diane d'Annebault (1559–1560);
- Madeleine d'Annebault (1528–1568. június 3.), Pont-Audemer vikomtnője, 1544-től Gabriele di Saluzzo saluzzói őrgróf (1501–1548) felesége, majd Jacques de Silly-hez (megh. 1570), La Rochepot és Rochefort grófjához, La Roche-Guyon és Montmirail urához ment feleségül.[3]

## Galéria
- D'Annebault címere
- D'Annebault portréja a versailles-i kastély marsalloknak szentelt galériájában (Adolphe Brune, 1834)

## Fordítás
Ez a szócikk részben vagy egészben  a   Claude d'Annebault című francia Wikipédia-szócikk ezen változatának fordításán alapul.  Az eredeti cikk szerkesztőit annak laptörténete sorolja fel. Ez a jelzés csupán a megfogalmazás eredetét és a szerzői jogokat jelzi, nem szolgál a cikkben szereplő információk forrásmegjelöléseként.